# Ad nauseam
Ad nauseam (дословно — «до тошноты», по существу — «до отвращения») — латинская сентенция, характеризующая спор, который длится слишком долго, подробно, навязчиво, однообразно или повторяется слишком часто; образно — вплоть до возникновения «тошноты». Означает, что все, кто были причастны к постоянному и однообразному «потоку» пафоса, устали от этого.

## Этимология
В «Американском словаре наследия английского языка» (англ. The American Heritage Dictionary of the English Language) эта фраза определяется как.:

Argumentum ad nauseam («спор/дискуссия до тошноты») или argument from repetition («спор/дискуссия от повторения») или argumentum ad infinitum («спор/дискуссия до бесконечности») — это спор/дискуссия, которые столь часто повторяются (возможно, разными людьми), что у всех дискутантов пропадает желание продолжать его обсуждение. В отдельных случаях, но не всегда, аргументация Ad nauseam может быть формой «последнего довода».

Апелляция к этому аргументу подразумевает, что одна из сторон провоцирует излишнюю дискуссию, чтобы избежать рассуждений, которые нельзя опровергнуть, повторяя аспекты, обсужденные, объясненные и / или опровергнутые заранее.
Этот прием обычно используется политиками, проповедниками и им подобными, и является одним из механизмов укрепления городских легенд путем повторения определённых истинных или ложных утверждений до тех пор, пока они не будут утверждены как часть убеждений человека или общества, превращая их в неопровержимые истины.
Его структура работает следующим образом:
- А подтверждает Б.
- Б постоянно повторяется в разговоре.
- Таким образом, Б в конечном итоге становится правдой.

Эта вытекает из ложного убеждения, что если кто-то посвящает столько энергии повторению сообщения, то это потому, что оно должно быть более правдивым, чем другое, которое никого не волнует или не может его опровергнуть.